# Luís, Duque da Borgonha (1751–1761)
Luís José Xavier da França, duque da Borgonha (Louis Joseph Xavier de France; Versalhes, 13 de setembro de 1751 - Versalhes, 22 de março de 1761) foi um príncipe francês da Casa de Bourbon.

## Biografia
Luís José Xavier nasceu as 4h da manhã em 22 de março de 1751 no Palácio de Versalhes. Ao nascer, os sinos das igrejas de Paris começaram a tocar e o rei Luís XV decretou três dias de desemprego e iluminação, para celebrar o nascimento do recém-nascido que era o herdeiro da coroa da França depois de seu pai. Ele era o terceiro filho, primeiro varão, sobrevivente de  Luís, Delfim da França, com sua segunda esposa a princesa Maria Josefa da Saxônia. Era irmão mais velho dos futuros reis Luís XVI, Luís XVIII e Carlos X. É um fato conhecido que ele era o filho favorito de seus pais, e foi considerado bonito e brilhante.
Ele foi colocado sob os cuidados de Maria Isabelle de Rohan e recebeu o título de Duque da Borgonha de seu avô, o rei Luís XV da França. Ele era muito amado por todos que eram próximos a ele, especialmente sua irmã mais velha Maria Zeferina da França, que morreu aos cinco anos de idade em 1755. Não se sabe se o duque, que ainda não tinha quatro anos, foi afetado por isso. Mas sabe-se, no entanto, que a ausência de sua irmã mais velha foi sentida pelo duque.
A irmã de seu pai, a princesa Luísa Isabel da França, casada com um infante de Espanha tinha se mudado para Versalhes a fim de conseguir o apoio de seu pai para os projectos de casamento de dois de seus filhos, dentre eles o de sua filha Maria Luísa de Parma com Luís, Duque da Borgonha (casamento que não se veio a concretizar em decorrência da morte do jovem duque), posteriormente Maria Luísa seria rainha de Espanha como consorte de Carlos IV.

## Morte
O jovem Duque foi empurrado de um dos seus companheiros de brincadeira em 1759. Como ele era conhecido pela sua gentileza, ele não contou a ninguém sobre isso, a fim de evitar que seu amigo se envolvesse em qualquer problema. Depois desse incidente, a saúde dele começou a piorar rapidamente. O médico da família, o Dr. Barbier, decidiu operá-lo para remover o tumor que é está instalado no fêmur em 1760. O duque foi operado enquanto ainda estava consciente. A falta de assepsia na época resultou em tuberculose óssea que o prega em uma cadeira de rodas. Sabendo que ele iria morrer, ele foi batizado no dia 29 de novembro de 1760, seus padrinhos foram seus avós, Luís XV da França e Maria Leszczyńska. Em 1761, o duque foi amarrado na sua cama, incapaz de mover as pernas. Ele iria morrer mais tarde dessa doença, em 22 de março de 1761, aos nove anos de idade.
Seu irmão mais novo, Luís Augusto, Duque de Berry passou grande parte de seu tempo com seu irmão doente para dar-lhe companheirismo durante seus últimos meses, então a perda foi particularmente difícil para o tímido menino de seis anos que agora se encontrava em uma posição inesperada. Desde então, foi ensinado a nunca questionar seu dever de um dia conduzir seu país como rei. Após o seu casamento, o futuro Luís XVI, deu a seu filho mais velho, Luís José, Delfim da França, os mesmos primeiros nomes de seu irmão.